# Ар-Ракка
Ар-Ракка (на арабски: الرقة – Ар-Ракка), също Ал-Ракка или само Ракка, е град в Северна Сирия.

## География
Разположен е на северния бряг на река Ефрат, на 160 km източно от Халеб. На 40 km западно от Ракка се намира най-големият в страната язовир „Табка“.
През 2004 година населението му е 220 448 души, класирайки го на 6-о място в Сирия по този демографски показател.

## История
Градът е престолнина на Абасидския халифат в периода 796 – 809 година, когато управлява халиф Харун ал Рашид.
По време на Сирийската гражданска война Ар-Ракка е завладян от терористичната джихадистка групировка Ислямска държава (ИДИЛ) (6 март 2013 г.), която го прави свой политически център, поради което градът е наричан бастион, столица на ИДИЛ.
Терористите разрушават много несунитски обекти в града, най-значим от които е живописната шиитска джамия „Уейс ал-Карани“. Силите на ИДИЛ са бомбардирани от сирийското правителство, Русия, САЩ, Франция и арабски страни през 2015 и 2016 г.

## Икономика
От средата 1970-те години икономиката на града се развива на основата на производството на електроенергия на язовира „Табка“, селското стопанство в района и добива на нефт от близки находища.

## Забележителности
Сред забележителностите на града са: историческият Музей на Ракка, Дворецът на Абасидите, Голямата джамия (от VIII век), разрушената джамия „Уейс ал-Карани“ (أويس القرني), Багдадската порта (от бившата градска крепост), останките от крепостта Касър ал-Банат (Девически замък), археологически обекти в района.